# Chryseldis Hofer-Mitterer
Chryseldis Hofer-Mitterer (* 25. Oktober 1948 in Landeck-Perfuchs; † 28. Februar 2017 in Hall in Tirol) war eine österreichische Künstlerin.

## Leben und Werk
Chryseldis Hofer studierte ab 1966 an der Akademie der bildenden Künste Wien als Meisterschülerin von Rudolf Hausner und schloss 1974 das Diplom mit dem Meisterschulpreis ab. Sie lebte in Innsbruck, Irland und Hall in Tirol.
Hofer schuf Arbeiten auf Papier und Leinwand, Steindrucke, Illustrationen und Entwürfe für Glasfenster. Sie entwarf zahlreiche Plakate, darunter mehr als 20 Jahre lang für die Tiroler Volksschauspiele in Telfs. Symbole wie Berge, Wasser, Frauenkörper, Wolken und Bäume spielen eine wichtige Rolle in ihren Werken.
Chryseldis Hofer-Mitterer war mit dem Schriftsteller Felix Mitterer verheiratet, das Paar hat eine Tochter.
Hofer-Mitterer starb 2017 nach einem Wohnungsbrand.

## Auszeichnungen
- Ehrenzeichen für Kunst und Kultur der Stadt Landeck, 2001[3]

## Werke im öffentlichen Raum
- Glasmosaikfenster, Notburgaheim Eben am Achensee, 1986[1]
- Glasmosaik, Heiliggeistkirche Telfs, 2002[4]
- Glasfenster, Afrakapelle Wildermieming[5]